# Coenraad Lodewijk Walther Boer
Coenraad Lodewijk Boer (Den Haag, 2 september 1891 – Lochem, Gelderland, 15 maart 1984), was een Nederlands muziekpedagoog, musicoloog en dirigent. Hij trouwde op 9 oktober 1915 met Line Bröcker. Zij hadden drie zoons en een dochter. Na de echtscheiding op 9 oktober 1922 hertrouwde hij op 28 oktober 1926 met Wilhelmina Christina Jacoba Groeneijk. In 1930 werd bij Koninklijk Besluit de naam van zijn moeder aan zijn achternaam toegevoegd, zodat hij voortaan C.L. Walther Boer heette. Het officiële en nog steeds gangbare arrangement van het 'Wilhelmus' is van zijn hand.

## Levensloop
Zijn ouders waren Richard Constant Boer, hoogleraar Oudnoors en Helena Johanna Walther. Hij groeide op in een muzikaal gezin. Na zijn schoolopleiding op het Barlaeus Gymnasium in Amsterdam studeerde Boer aan het Amsterdamsch Conservatorium bij Daniël de Lange, Julius Röntgen en Bernard Zweers en in de celloklas van Isaäc Mossel. In 1910 deed hij eindexamen en in 1912 behaalde hij de Prix d'Excellence voor cellospel.
Hierna was hij solocellist in het Orkest van het Casino Municipal in Nice en het Latvijas Nacionālais simfoniskais orķestris te Riga. Tijdens de Eerste Wereldoorlog was hij gelegerd in Zeeland. Hij gaf daar kamermuziekconcerten in en om Middelburg en leidde het mannenkoor van de Vrijzinnig Godsdienstigen.  Af en toe kon hij als cellist optreden bij het Concertgebouworkest, het Residentie Orkest en de Arnhemsche Orkestvereeniging. Bij laatstgenoemd orkest werd hij bij de demobilisatie aangesteld als cellosolist en tweede dirigent. Hij solliciteerde samen met Martin Spanjaard, maar omdat het orkest de cellosectie wilde versterken werd gekozen voor Walther Boer (Louis Boer). Hij kon echter deze werkzaamheden vermoedelijk niet combineren met zijn leraarfunctie aan het Haags Conservatorium (zie onder) en solliciteerde al in oktober 1919 voor dezelfde functie in Haarlem, overigens was Spanjaard ook daar een van zijn concurrenten. Na een proefconcert was zijn aanstelling in januari 1920 rond op de financiën na. Hij kon zich echter na verstrekking van gemeentesubsidie melden in Haarlem, waarna Spanjaard alsnog te Arnhem werd benoemd. Ongeveer vanaf juni 1920 was hij (opnieuw) kortstondig directeur van de Concertvereeniging Haarlem's Muziekkorps, de voorloper van de Haarlemse Orkest Vereniging (HOV).
Op 15 september 1920 werd hij als reserve-luitenant der infanterie benoemd tot kapelmeester van de Koninklijke Militaire Kapel in Den Haag. Hij bracht die op hoog niveau, mede dankzij de komst van vele jonge muzikanten, afkomstig van andere muziekkorpsen die in 1923 waren opgeheven. Met de KMK gaf hij drukbezochte wekelijkse concerten in het Haagse Bos, de Haagse Dierentuin en de Diergaarde en Doelen in Rotterdam. Hij maakte veel arrangementen van symfonische muziek voor harmonieorkest. Toen de KMK in 1926 een halve eeuw het predicaat Koninklijk mocht voeren, werd Boer benoemd tot Ridder in de orde van Oranje Nassau. In 1930 werd hij bevorderd tot kapitein der Grenadiers.
Bij het huwelijk van prinses Juliana en prins Bernhard in 1937 dirigeerde Walther Boer - op aandringen van Duitse diplomaten en in opdracht van zijn militaire superieuren - het nazistische Horst Wessellied, nadat Peter van Anrooy dit principieel geweigerd had.
In 1938 promoveerde hij in de muziekwetenschappen op chansonvormen op het einde der 15e eeuw.
Tijdens de Tweede Wereldoorlog nam Walther Boer enige tijd het directeurschap waar van het Koninklijk Conservatorium in Den Haag, omdat de joodse directeur Sem Dresden was ontslagen. In 1942 nam Henk Badings dit over, omdat Walther Boer als Nederlands militair naar een kamp voor krijgsgevangenen in Polen was gevoerd, waar hij het moreel van zijn lotgenoten hoog hield door gezamenlijke muziekuitvoeringen te organiseren. Direct na de bevrijding formeerde hij de Koninklijke Militaire Kapel weer, zodat een toen nog klein ensemble op 7 juli 1945 kon spelen voor het Paleis Noordeinde bij de intocht van koningin Wilhelmina.
Op 30 april 1946 werd hij benoemd tot Inspecteur der Militaire Muziek bij de Koninklijke Landmacht en de Koninklijke Luchtmacht. In deze functie bleef hij aan tot 1 mei 1963. Hij kreeg toen de ererang van brigadegeneraal titulair.

## Waardering
Dr. C.L. Walther Boer stond bekend als een formele en conservatieve man, die altijd de doctorstitel en nooit zijn voornamen gebruikte. Hij was een uitstekend orkesttrainer, wiens voorkeur oorspronkelijk uitging naar het dirigeren van symfonieorkesten. Als militair kwam hij echter voor harmonieorkesten te staan, waarmee hij een zeer hoog niveau bereikte. Daardoor is hij van grote betekenis geweest voor de ontwikkeling van de harmoniemuziek in Nederland.

## Nevenfuncties
Van 1919 tot 1945 was Walther Boer cellodocent aan het Koninklijk Conservatorium in Den Haag. Hij was ook dirigent van het Studenten Muziekgezelschap Sempre Crescendo in Leiden en diverse zangkoren in Den Haag. Vanaf 1 september 1954 was hij dirigent bij het Radio Philharmonisch Orkest en het Omroep Orkest van de Nederlandse Radio Unie.

## Composities
- Kolonel Verberne Marsch. Den Haag, 1927

## Publicaties
- De Koninklijke Militaire Kapel en het Muziekkorps van de Grenadiers en Jagers. Den Haag, 1926.
- Chansonvormen op het einde der 15e eeuw. Een studie naar aanleiding van Petrucci's Harmonice Musices Odhecaton. Dissertatie Rijksuniversiteit Utrecht, 1938.

- Biografisch Portaal: 59001011
- Digitale Bibliotheek voor de Nederlandse Letteren: walt012
- Gemeinsame Normdatei: 124612842X
- International Standard Name Identifier: 0000 0001 1750 3278
- Library of Congress Control Number: nr93024887
- MusicBrainz: fdd2389f-d7e5-4267-aa1b-32d9fd87e7a0
- Nederlandse Thesaurus van Auteursnamen: 075241919
- Virtual International Authority File: 22015556
- WorldCat: E39PBJghqqWg83cMfj7Dc6MQMP